# Indasclera lubosi
Indasclera lubosi es una especie de coleóptero de la familia Oedemeridae.

## Distribución geográfica
Habita en Megalaya (India).